# Rabruha

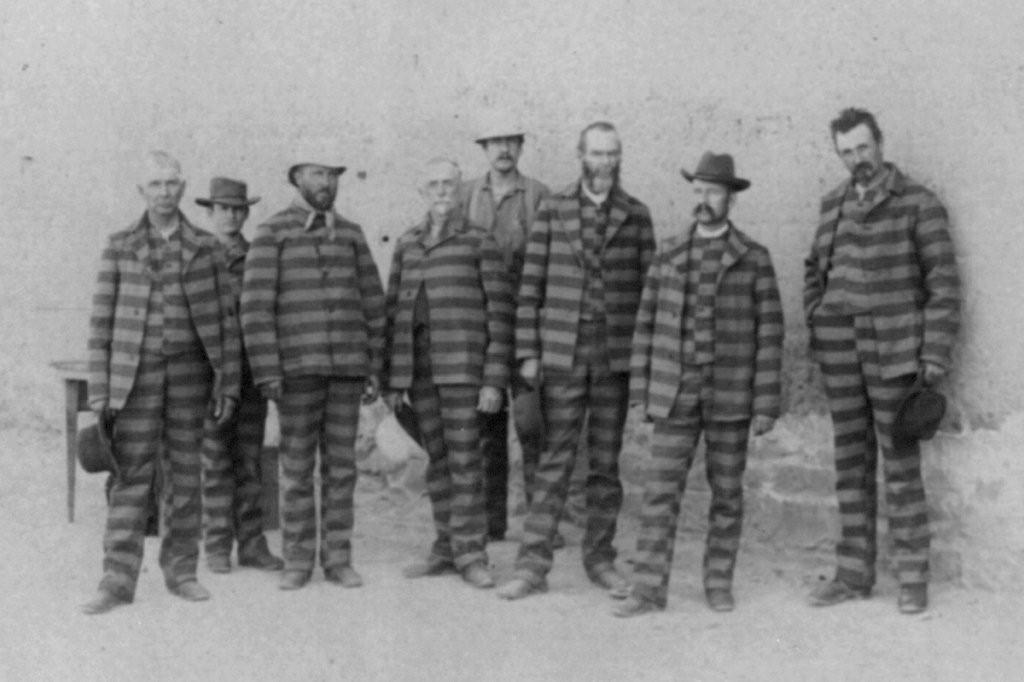
„Klasszikus” vízszintesen csíkozott rabruha egy Utah-i börtön elítéltjein 1885-ben

A rabruha vagy börtönruha olyan egyenruha, amelyet Magyarországon csak a jogerősen elítélt személyeknek kell viselniük a szabadságvesztésük időtartama alatt. Akik előzetes letartóztatásban vannak, azok saját ruháikat hordják.

## Története
A francia polgári forradalom előtt a szabadság nem számított különösebb értéknek, így a börtönbüntetés helyett általában a bűnök megtorlására helyeződött a hangsúly; a vagyonelkobzás, a (nyilvános) kivégzés, vagy a nyilvános megszégyenítés voltak a leggyakoribb büntetési módok. A humanista eszmék terjedésével azonban a szemlélet is változott. Az 1800-as években kezdtek elterjedni a börtönök, ahol külön cellába zárták a rabokat, hogy „szembenézhessenek Istennel”, majd csakhamar uniformisba öltöztették őket, hogy így is megkülönböztessék őket a többi embertől. Az egyenruhát direkt a hétköznapi viselettől minél inkább eltérőre igyekeztek színezni, aminek során alakult ki a klasszikusnak számító csíkos rabruha. Utóbbit az ENSZ betiltotta.
Manapság nem minden országban kell az elítélteknek formaruhát hordaniuk és van ahol (például Magyarországon is) az előzetes letartóztatásban lévő személyek saját ruháikat hordhatják, csak a jogerősen elítélteknek kell rabruhát húzniuk. 